# Hōjō Ujitsuna
Hōjō Ujitsuna (北条氏綱?   1487-1541) fue el hijo de Hōjō Sōun, fundador del clan Go-Hōjō. Continuó con la labor de su padre de la búsqueda del control de la región de Kantō.
En 1524 Ujitsuna tomó el Castillo Edo, el cual estaba controlado por Uesugi Tomooki, comenzando con una larga rivalidad entre los Hōjō y los Uesugi. Dos años más tarde el clan Usegi atacó e incendió Kamakura y en 1535 volvió a atacar mientras Ujitsuna peleaba en contra del clan Takeda, pero Ujitsuna regresó y derrotó a Uesugi Tomooki. Dos años más tarde, a la muerte de Tomooki, Ujitsuna aprovechó la ocasión y asedió el Castillo Kawagoe, asegurando la región.
Ujitsuna ganó la batalla de Kōnodai, asegurando la provincia de Shimosa para los Hōjō. Posteriormente intentó reconstruir Kamakura para convertirlo, junto con Odawara y Edo, en el símbolo del creciente poder del clan. 
Falleció en 1541.